# Étienne Geoffroy Saint-Hilaire

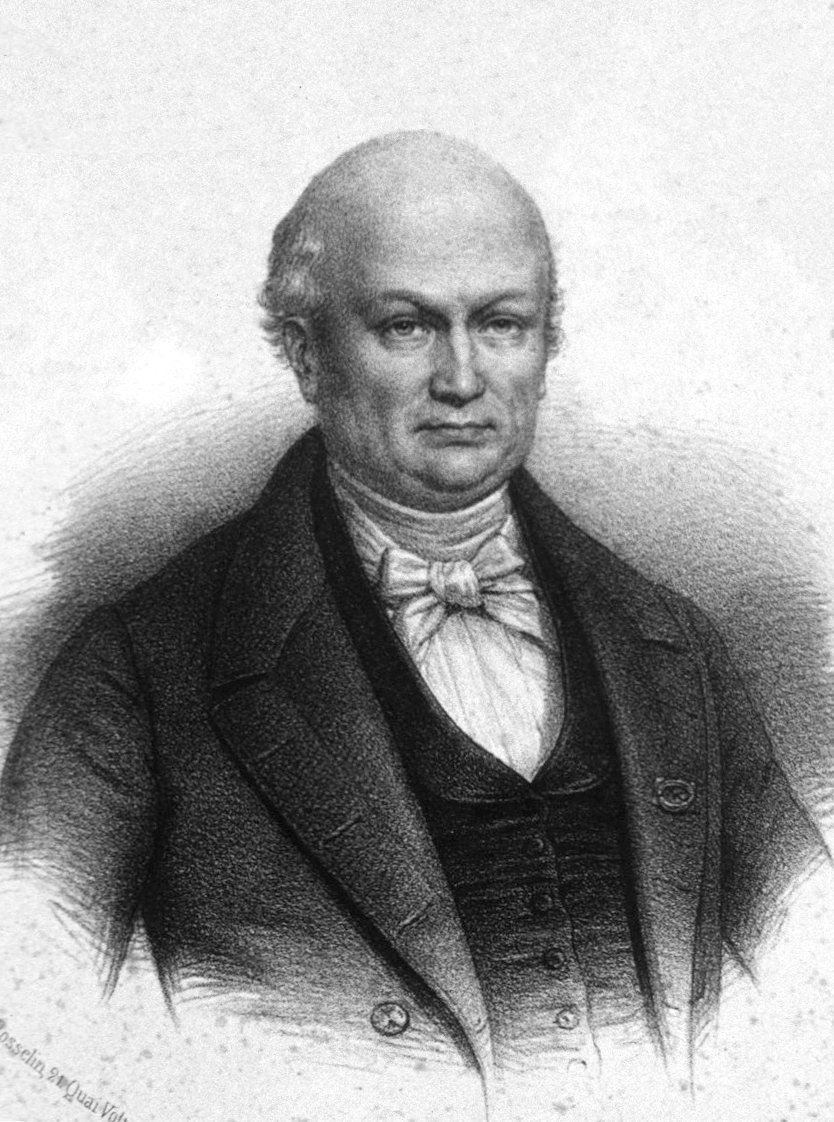
Étienne Geoffroy Saint-Hilaire, ongeveer 70 jaar oud

Étienne Geoffroy Saint-Hilaire (Étampes (Seine-et-Oise), 15 april 1772 – 19 juni 1844) was een Frans natuuronderzoeker, vooral dierkundige en anatoom die het principe van homologieën tussen verschillende soorten ontdekte. Hij was een collega van Jean-Baptiste de Lamarck en verdedigde en hield er vergelijkbare ideeën over evolutie op na. De ideeën van Saint-Hilaire hadden, net als die van bijvoorbeeld Lorenz Oken, in sommige opzichten een transcendente kant, in tegenstelling tot Lamarcks materialistische zienswijze. Saint-Hilaire geloofde in een onderliggende eenheid in het ontwerp van organismen en in het principe van transformisme. Door onderzoek in de vergelijkende anatomie, paleontologie en embryologie probeerde hij bewijs te vinden voor zijn ideeën.
- Bibliothèque nationale de France: cb119046234 (data)
- CiNii: DA13129906
- Stuttgart Database of Scientific Illustrators 1450–1950: 5784
- Gemeinsame Normdatei: 118690426
- International Standard Name Identifier: 0000 0001 2128 7539
- Library of Congress Control Number: n85815954
- Nationale Bibliotheek van Letland: 000224287
- Base Léonore: LH//1115/16
- Bibliotheek van het Japanse parlement: 00620720
- Nationale Bibliotheek van Tsjechië: mub2013753815
- Nationale bibliotheek van Australië: 35234387
- Nationale Bibliotheek van Israël: 987007313261705171
- Nationale Bibliotheek van Polen: a0000001187929
- Nederlandse Thesaurus van Auteursnamen: 070494347
- Réseau des bibliothèques de Suisse occidentale: 02-A000070894
- LIBRIS: 188121
- SNAC: w6736t41
- Système universitaire de documentation: 026887851
- Trove: 875630
- Union List of Artist Names: 500259872
- Virtual International Authority File: 39377694
- WorldCat: E39PBJckKf6hc7pmPbPhcRxCcP